# Bic Runga
Bic Runga (właśc. Briolette Kah Bic Runga, ur. 13 stycznia 1976 w Christchurch jako pół Chinka, pół Maoryska) – nowozelandzka piosenkarka i autorka piosenek.
Jest trzecią córką maoryskiego żołnierza Josepha Runga i chińskiej piosenkarki kabaretowej, Sophie, którzy poznali się i zakochali w Malezji podczas wojny wietnamskiej. Dorastała na przedmieściach Christchurch, w miasteczku Hornby. W jej domu rozbrzmiewała muzyka The Carpenters, Shirley Bassey, Dusty Springfield, The Mamas & The Papas oraz The Beatles. W wieku czterech lat Bic usłyszała „Diamonds are Forever” w wykonaniu swojej mamy. Według niej to było przerażające doświadczenie. Jej słowa to: „Nie wiedziałam, że muzyka może tak na ciebie wpłynąć.” Mimo że oficjalnie nie szkoliła się w kierunku muzycznym, Bic zaczęła grać na perkusji w wieku 11 lat, a następnie poznała podstawy gry na gitarze i instrumentach klawiszowych.
Zaczęła komponować własne piosenki i dołączyła do szkolnego zespołu, idąc w ślady swojej starszej siostry Boh. Mając do wyboru szkołę plastyczną i muzykę, Bic przeniosła się do Auckland, gdzie za pomocą książki telefonicznej znalazła adres wytwórni płytowej Sony, której wysłała swoje demo. Piosenka „Drive” przykuła uwagę wytwórni i podpisano umowę. Bic rozpoczęła karierę międzynarodowej gwiazdy i jakiś czas później stała się najbardziej rozpoznawalnym muzykiem w Nowej Zelandii. W 1995 roku debiutancki singiel „Drive” zdobył serca Nowozelandczyków i uplasował się na liście 10 najlepszych hitów, a w 1996 roku wygrał Bic prestiżową nagrodę Srebrnego Zwoju. Drugi singiel „Sway” na stałe zagościł w sercach Nowozelandczyków i utorował drogę do debiutanckiego albumu - Drive.

## Dyskografia

### Albumy studyjne
- Drive (1997)
- Beautiful Collision (2002)
- Birds (2005)
- Belle (2011)

### Albumy live
- Together in Concert: Live (2000, z Timem Finnem i Dave’em Dobbynem)
- Live in Concert with the Christchurch Symphony (2003)

### EP
- Drive „Lovesoup” EP (1995)
- Live in Concert with the Christchurch Symphony EP (2004)

### Single
- Bursting Through (1996)
- Sway (1997)
- Suddenly Strange (1997)
- Roll into One (1997)
- Hey (1998)
- Sorry (1999)
- Good Morning Baby (1999)
- Get Some Sleep (2002)
- Something Good (2002)
- Listening for the Weather (2003)
- Winning Arrow (2005)
- Say After Me (2006)
- Blue Blue Heart (2006)